# Andrés Olivas
Andrés Eduardo Olivas Núñez (Chihuahua, 27 de mayo de 1998) es un deportista mexicano especializado en marcha. Forma parte de la delegación mexicana en los Juegos Olímpicos de Tokio 2020.

## Trayectoria
Andrés Olivas creció en una familia conformada por él, su hermano y su madre. Es licenciado en Administración por el Instituto Tecnológico de Chihuahua II
Gracias a que conoció al atleta mexicano Horacio Nava, se hizo su amigo y comenzó a entrenar con el. En los XXIII Juegos Centroamericanos y del Caribe de Barranquilla 2018 cronometró 1:28:12 en los 20 kilómetros, quedando en tercer lugar detrás del guatemalteco Erick Barrondo.  En los Juegos Panamericanos Lima 2019 obtuvo sexto lugar.
Consiguió la clasificación a los Juegos Olímpicos de Tokio 2020 con un tiempo de 1:19:54 en una competencia realizada en Dudince, Eslovaquia, en donde además ganó una medalla de oro. En su debut olímpico, el 5 de agosto de 2021, obtuvo el 11° en la prueba de los 20 kilómetros.
En el año 2023 obtuvo su marca Olímpica para los Juegos Olímpicos de París 2024, durante su participación en el mundial de atletismo Budapest, Hungría el día 19 de agosto del mismo año, donde terminó en la posición 18 con un tiempo de 1.19.55, después tuvo su participación en los Juegos Panamericanos de Santiago de Chile 2023 el día 29 de octubre donde finalizó en la 3.ª posición con un  tiempo de 1.19.56 y repitiendo marca Olímpica.

## Reconocimiento
El día 7 de abril de 2022, en una ceremonia presidida por el presidente Municipal de Chihuahua, Marco Antonio Bonilla Mendoza,  realizada en el Teatro de la Ciudad en la capital del estado, Andrés Eduardo Olivas Núñez se hizo ganador del premio Teporaca de Oro en la edición XXXV, donde agradeció a las personas que lo han impulsado haciendo este momento posible, a su familia y a las personas que han estado desde el inicio de su carrera deportiva, invitando a todos los deportistas a hacer las cosas con gusto, con pasión y los premios empiezan a llegar solos.